# Línea V6 (Avanza Zaragoza)
La línea V6 es una línea especial de Avanza Zaragoza. Realiza el recorrido comprendido entre la Puerta del Carmen y la Noria Siria en la ciudad de Zaragoza (España).
Tiene una frecuencia media de 5 minutos.
En los últimos años no estuvo en funcionamiento debido al solapamiento con la línea 23 y su ampliación al Pabellón Siglo XXI.

## Recorrido

### Sentido Noria Siria
Puerta del Carmen, Paseo María Agustín, Plaza de Europa, Puente de la Almozara, Avenida de José Atares

### SentidoPuerta del Carmen
Avenida de José Atares, Puente de la Almozara, Plaza de Europa, Paseo María Agustín, Puerta del Carmen